# Circonscription de Janamora
La circonscription de Janamora est une des 135 circonscriptions législatives de l'État fédéré Amhara, elle se situe dans la Zone Nord Gonder. Son représentant actuel est Tazabiw Beyene Gwela.